# Grenay, Isère
Grenay är en kommun i departementet Isère i regionen Auvergne-Rhône-Alpes i sydöstra Frankrike. Kommunen ligger i kantonen Heyrieux som tillhör arrondissementet Vienne. År 2022 hade Grenay 1 632 invånare.

## Befolkningsutveckling
Antalet invånare i kommunen Grenay
Referens:INSEE